# Damon brachialis
Damon brachialis is een soort zweepspin (Amblypygi). Hij komt voor in Malawi, Mozambique, Zambia en Zimbabwe.